# Tiến Bộ
Tiến Bộ là một xã thuộc huyện Yên Sơn, tỉnh Tuyên Quang, Việt Nam.
Xã có diện tích 46,13 km², dân số năm 1999 là 4473 người, mật độ dân số đạt 97 người/km².